# 아폴로 사령기계선
아폴로 사령 · 기계선 (Apollo Command/Service Module)은 미국의 아폴로 계획에 사용하기 위해 개발된 우주선이다. 노스아메리칸 사에서 제작하였다. 이 사령 · 기계선과 달 착륙선(LM)을 합하여 아폴로 우주선으로 부르는 경우가 많다.
아폴로 계획의 종료 후, 사령·기계선은 스카이 랩(Skylab) 계획에서 도합 세 번, 총 9 명의 우주 비행사를 우주 정거장 스카이 랩에 운송하기 위해 사용되었고, 아폴로-소유스 시험 계획에서는 당시 소련의 소유스 우주선과 랑데부 및 도킹을 하였다.
사령 · 기계선은 그 이름에서 알 수 있듯이 두 부분으로 구성되어 있다. 사령선은 비행사가 머물면서 우주선을 조종하고 지구로 귀환시키는 데 필요한 모든 제어 장치가 탑재되어 있다. 기계선은 추진용의 대형 로켓 엔진 1기와 자세 제어용 소형 로켓 엔진 16기와 연료, 우주에 머무는 동안 필요한 산소, 물, 배터리 등의 소모품 등을 탑재하고 있다. 마지막에 지구로 귀환하는 것은 사령선만인데 기계선은 대기권 재 진입시의 고온 · 고압에 의하여 대기권에서 파괴되어 소멸한다.
한편, 사령선은 1967년 1월 27일에 훈련 중인 3 명의 비행사가 희생되는 화재 사고로 대폭적인 개량이 추가되어, 이전의 모델을 블록 I로, 후속 모델은 블록 II로 나누어진다.

## 사령선
사령선은 직경 3.9m, 높이 3.2m의 원뿔 모양으로, 전방 정상부에는 2기의 자세 제어용 소형 로켓, 달 착륙선과의 도킹 장치 및 환승용 터널, 지구 귀환시에 사용하는 낙하산 등이 탑재되어 있다. 후방 바닥 부분에는 10기의 자세 제어용 소형 로켓, 연료 탱크, 물 탱크, 기계선과의 집합접속 케이블 등이 있다. 외벽은 주로 알루미늄의 벌집 구조로 구성되어 있다. 밑면에는 4 층의 벌집 패널을 붙인 내열 차단재로 되어 대기권 재 돌입시에는 차단재가 서서히 용해하면서 열을 흡수하여 선체가 열로 파괴되는 것을 방지한다.

### 지구로의 귀환 방법
사령선의 무게중심은 무거운 장비들로 인해 중심 축에서 약간 벗어나 있어, 대기권 재 돌입시에 사령선이 살짝 기울어진다. 이에 의해서 대기 압력에 의해 선체에서 약간의 양력이 발생한다. 소형의 반동 엔진을 분사하여 선체의 각도를 바꾸어서 대기의 저항 압력을 조정하여 사령선의 비행을 제어하고, 착수 지점을 몇 마일 정도 조정할 수 있다. 사령선에는 낙하산이 8 개가 장착되어 있다. 우선 고도 7,300m에서 2 개의 감속용 낙하산을 펼치고 속도를 201km/h까지 떨어뜨린다. 이어 고도 3,300m에서 감속용 낙하산이 투하되고 3개의 드로그 슛이 각각 주 낙하산을 이끌어 내어 최종적으로 35km/h까지 감속한다. 낙하산은 3개 중 1개가 펼치지 않아도 착수가 가능하다(아폴로 15호에서 실제로 그런 일이 발생했다).

### 자세 제어 장치
사령선에는 추력 414N의 자세 제어용 소형 로켓이 12 개가 장착되어 있다. 연료는 모노메틸 히드라진이고 산화제는 사산화 이질소으로 연료와 산화제의 총 무게는 122kg이다. 북한의 스커드 미사일, 노동 미사일과 같은 연료를 사용한다.
아폴로의 PGNCS를 구성하는 아폴로 유도 컴퓨터컴퓨터는 사령선과 달 착륙선에 1 대씩 탑재되었다.

### 출입구
출입구는 두 개 있는데 하나는 중앙 조종석 상단에 있는 세로 737mm, 가로 864mm, 무게 102kg의 탑승 용 해치이다. 다른 곳은 기수 부분에 있는 직경 760mm, 무게 36kg의 도킹 용 해치로, 우주비행사가 달 착륙선으로 이동할 때 사용된다.

### 선체 내부

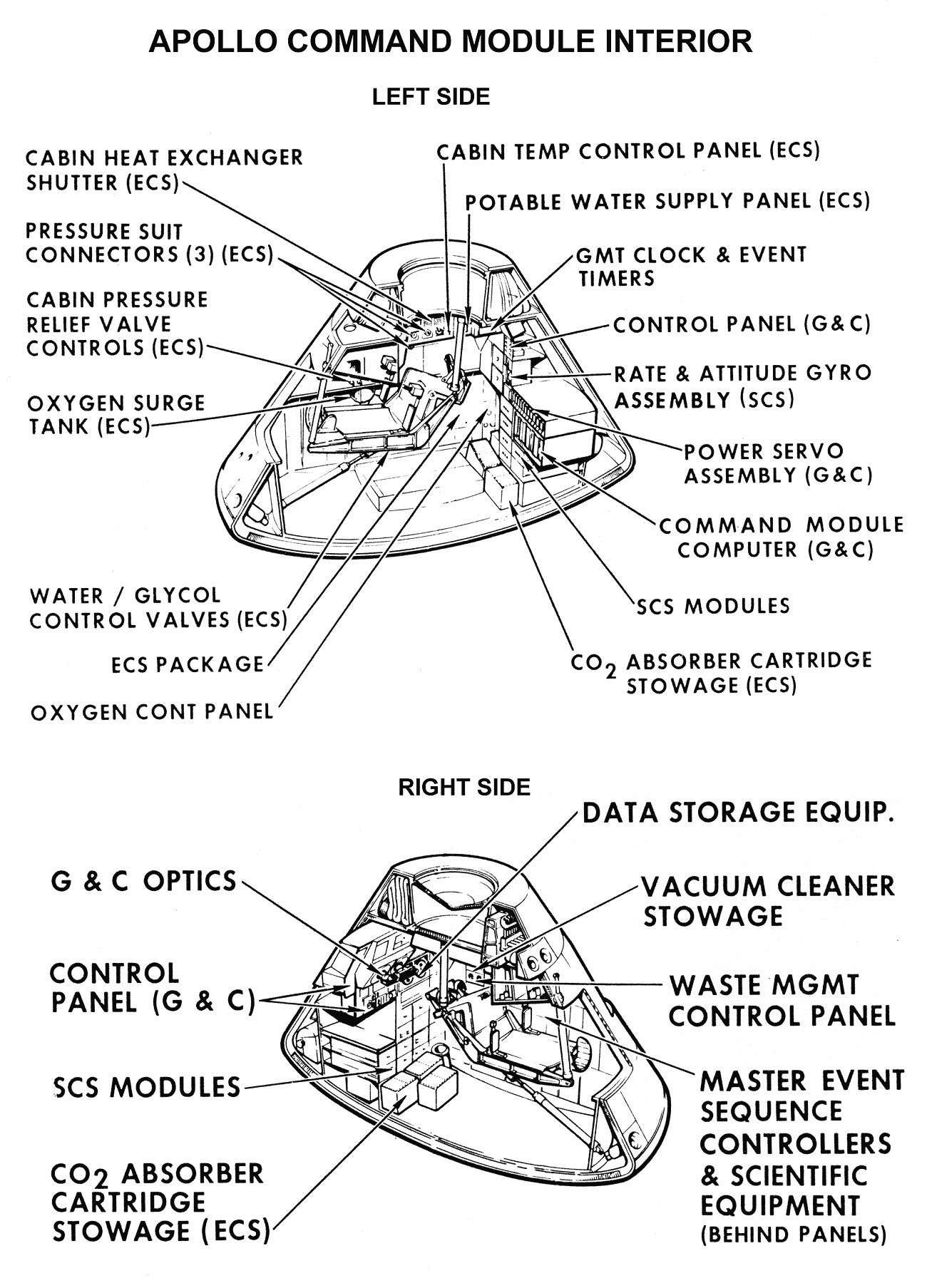
아폴로 사령선의 거주 공간

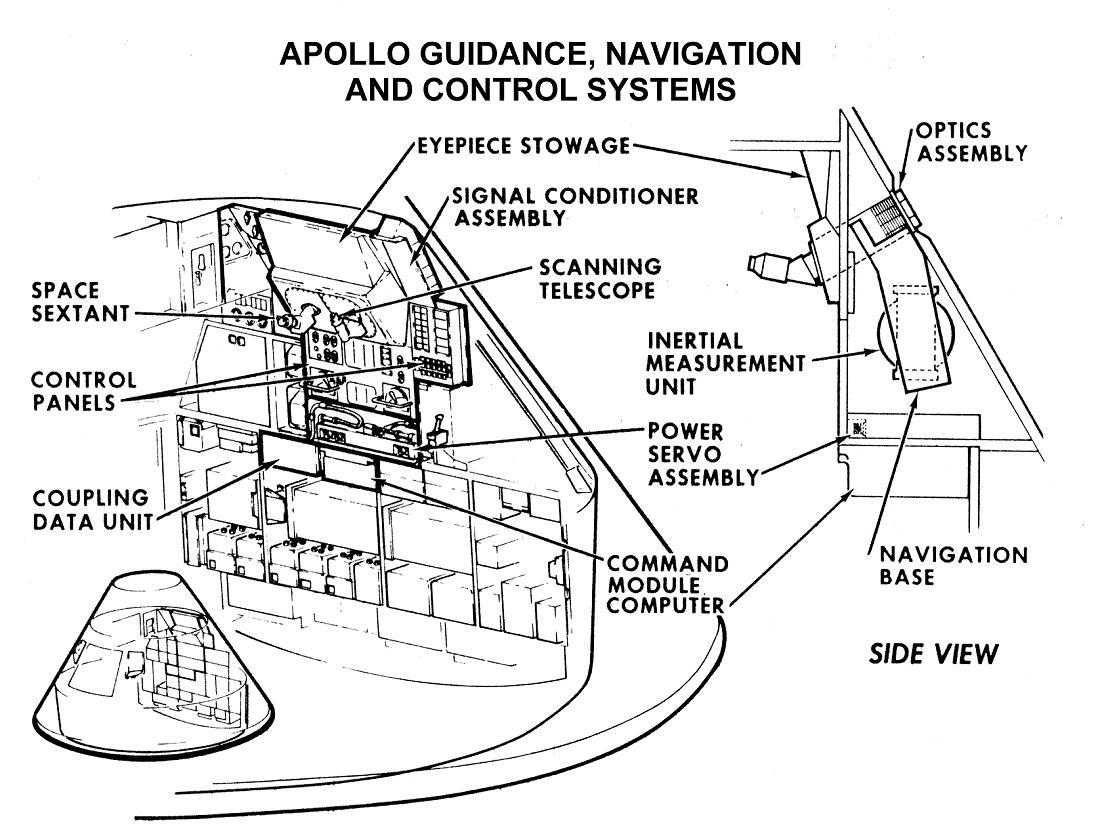
아폴로 사령선의 조종 계통

거주 공간은 부피가 5.9m³이고, 계기판, 조종석, 항법장치, 식료품과 잡화 등의 수납장, 폐기물 저장고, 도킹 터널 등으로 구성되어 있다.
조종석 전방을 차지하고 있는 것은 폭 2.1m, 높이 0.9m의 계기판인데, 3명의 비행사에 대응하여 세 부분으로 구성되어있다. 속도와 자세를 표시하는 계기나 주요 비행 제어 장치는 왼쪽 선장석에 있다. 중앙의 사령선 조종사의 좌석에는 항법지도 제어 장치, 각종 경고 표시, 시계, 선내의 환경 제어 장치, 기계선의 주 엔진 및 자세 제어 로켓 조종 장치가 있다. 오른쪽의 달 착륙선 조종사의 좌석에는 연료 전지, 전력, 통신 기기의 표시와 제어 장치가 있다. 주 계기판의 좌우에는 더 작은 계기판이 배치되어 있으며, 왼쪽은 회로 차단기 및 통신 장비의 제어 장치, 오른쪽은 보조 회로 차단기 및 통신 기기의 제어 장치로 되어 있다. 계기판에는 총 24 기의 제어 장치와 566개의 스위치, 40개의 미터, 71 개의 조명이 있다.
좌석은 철 파이프에 내화성의 직물을 입혀서 제작되고 접철식으로 축소가 가능하다. 조종 장치는 중앙 좌석에만 배치되고, 좌우의 기장석 및 달 착륙선 조종사 자리에는 기체의 회전을 제어하는 장치 만이 배치되어 있다. 좌석에는 8 개의 완충 장치가 설치되어 있어, 착수시의 충격에 견딜 수 있도록 되어있다.
사령선은 여섯 개의 구획으로 나누어져 있어,
- 하단 중앙은 항법 제어용 망원경, 각종 비콘, 자이로스코프 장치, 사령선 컴퓨터, 약상자, S 밴드 송신기 등,
- 정면 왼쪽은 식품의 보관, 선내의 열교환기, 우주복 커넥터, 식수 공급 장치
- 정면 오른쪽은 생존 키트 및 각종 서류의 보관 장소
- 왼쪽 중앙 산소 탱크, 선내의 압력 조정 밸브, 우주복의 보관고
- 오른쪽 중앙은 수리 도구 및 폐기물 저장소
- 후부(좌석 후방)는 70mm 및 16mm 카메라, 비행사 우주복, 소화기 등의 보관고

로 되어 있다.
창은 다섯 군데에 있다. 좌우 좌석 옆에는 330mm의 사방 관측용 창문, 전방에는 폭 330mm, 높이 204mm의 랑데부 도킹 용 창문, 중앙 좌석 위쪽 해치에는 직경 229mm의 창문이 각각 배치되어 있다. 이 창은 3 장의 실리카 유리의 다층 구조로 되어 있으며, 자외선 등도 방어한다.
달 착륙선과 마찬가지로 선내에 화장실은 없고, 제미니 우주선처럼 소변은 흡인기를 사용하여 탱크에 저축 방식(탱크에 일정량이 쌓이면 우주 공간에 방출되는)이고, 대변은 전용 비닐 봉지에 배변하여 창고에 보관하는 방식이 취해졌다. 그러나 아폴로 10호에서는 대변 봉투의 입구가 밀봉되지 않아 비행 중에 선내에 대변이 난무하는 사태가 있었다. .

### 사양
- 승무원: 3 명
- 선애 용적: 6.17m³
- 전고: 3.47m
- 직경: 3.90m
- 총중량: 5,806kg

## 기계선

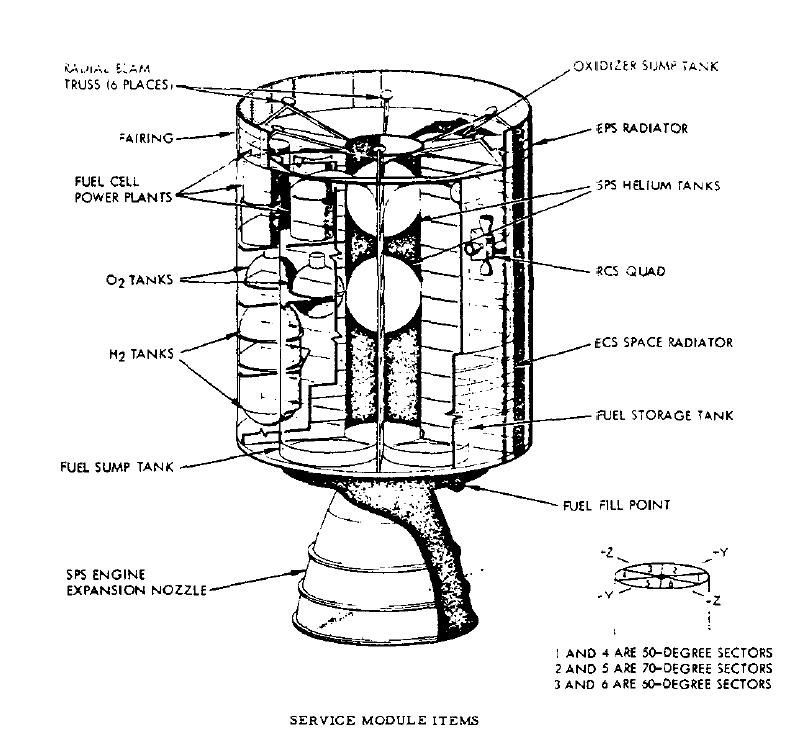
기계선의 내부 및 부품

기계선은 여압되지 않는 직경 3.9m, 높이 7.5m의 원통형 구조물이다. 내부는 중앙과 그것을 방사상으로 둘러싼 6 개의 외곽부에 의해 구성되어 있는데, 추진용 로켓 자세제어 로켓 및 연료, 산소, 연료 전지, 통신용 S 밴드 안테나 등이 배치되어 있다. 아폴로 15호, 아폴로 16호, 아폴로 17호는 과학 탐사 장비 등도 탑재되었다.
앞부분 커버(forward fairing)은 높이가 864mm로, 기계선 컴퓨터, 사령선과의 결합 장치 등이 배치되어 있다. 결합 장치는 스테인레스 스틸로 제작되며 분리시에는 폭발 볼트가 사용된다. 커버의 한쪽에는 사령선과 연결되는 전선 및 호스들이 집중되어 있는 엄빌리컬 커넥터가 있으며 분리 시에는 화약발포식 길로틴에 의해서 절단된다.
주 엔진은 높이 3.882m, 직경 2.501m로, 연료는 에어로진 50이고 산화제는 사산화 이질소를 사용한다. 추력은 91.2kN, 달 궤도에 투입 및 이탈 중간에 궤도 수정 등을 행한다. 추력 편향이 달려 있어 연소시 기체의 자세를 유지한다. 자세 제어 로켓은 한기가 추력 445N으로 네 개씩 모은 것을 90 도의 각도를 두고 선체의 둘레에 배치되어 우주선의 자세 제어 및 속도 조정 등을 행한다. 이것의 연료는 모노메틸 히드라진이고, 산화제는 사산화 이질소이다. 이 4개의 자세제어 로켓 몸체는 그보다 위에 있는 엄빌리컬 케이블의 손상을 방지하기 위해 반시계 방향으로 약간 틀어져 장착된다.
기계선은 6개의 구획으로 나누어져 있다. 각각의 내역은
- 첫번째 구획에는, 주로 기계선의 무게 중심을 조정하기 위한 밸러스트로 사용된다. 아폴로 15 ~ 17 호는 여기에 파노라마 카메라, 감마선 감지기, 고도계 등의 탐사 장비가 탑재됐다. 필름은 비행사의 선외 활동에 의해 회수되었다.
- 두번째 구획에는 높이 3.9m, 폭 1.3m, 무게 6,315kg의 로켓 엔진 산화제 탱크가 배치되어 있다.
- 세번째 구획에는 높이 3.294m, 폭 1.14m, 무게 5,118kg의 산화제 탱크가 배치되어 있다.
- 네번째 구획에는 연료 전지가 배치되어 있다. 산소 탱크에는 290kg의 액체 산소가 저장되어 비행사의 호흡 용 산소도 여기에서 공급된다. 수소 탱크에는 25kg의 액체 수소가 저장되어 있다.
- 다섯째 구획에는 로켓 엔진의 보조 연료 탱크가 배치되어 있다. 연료의 총량은 3,950kg이다.
- 여섯번째 구획에는 로켓 엔진의 주 연료 탱크가 배치되어있다. 연료의 총량은 3,201kg이다.

후방 격벽에는 S 밴드의 하이게인 안테나가 배치되어있다. 안테나는 직경 787mm의 파라볼라 안테나 4 개와 한변이 279mm인 사각형 안테나 1 개가 원거리 통신을 위해 사용된다. 또한 기계선 외벽에는 전방을 조사하는 조명이 설치되어 있어 비행사가 선외 활동을 할 때 발 밑을 비추거나 랑데부 때 우주선의 위치를 나타내는 데 사용된다. 빛은 100km 떨어진 곳에서도 보인다.
기계선은 대기권 재돌입 직전까지 사령선에 결합되어 있다. 분리시에는 기계선의 자세 제어 로켓이 자동으로 분사하여 사령선에서 벗어나 사령선보다 먼저 대기권에 재 돌입한다.

### 사양
- 전고 : 7.56m
- 직경 3.90m
- 총중량 : 24,523kg
- 구조물 중량 : 1,910kg
- 전자기기 중량 : 1,200kg
- 주 엔진 중량 : 3,000kg
- 주 엔진 연료 총중량 : 18,413kg
- isp : 318s
- Δv : 2800m/s

## 사령·기계선 모델 일람표
| 블록 I                   | 블록 I                                                                                | 블록 I                                   | 블록 I                                                                                   |
| 일련 번호                | 사용 목적                                                                             | 발사 날짜                                | 현재 상태                                                                                |
| ------------------------ | ------------------------------------------------------------------------------------- | ---------------------------------------- | ---------------------------------------------------------------------------------------- |
| CSM-001                  | 기기 적합성 시험에 사용                                                               | 기기 적합성 시험에 사용                  |                                                                                          |
| CSM-002                  | A-004에서 사용                                                                        | 1966년 1월 20일                          | 사령선은 뉴욕주 롱 아일랜드의 박물관에 전시 중                                           |
| CSM-004                  | 구조 시험에 사용                                                                      | 구조 시험에 사용                         | 삭제                                                                                     |
| CSM-006                  |                                                                                       |                                          | 삭제                                                                                     |
| CSM-007                  | 진동 낙하 등의 각종 시험에 사용                                                       | 진동 낙하 등의 각종 시험에 사용          | 사령선은 워싱턴주 시애틀 박물관에 전시 중                                                |
| CSM-008                  | 진공 상태에서 시험에 사용                                                             | 진공 상태에서 시험에 사용                | 삭제                                                                                     |
| CSM-009                  | AS-201에서 사용                                                                       | 1966년 2월 26일                          | 사령선은 네브라스카 주 애쉬 랜드의 전략 항공 우주 박물관에 전시 중                       |
| CSM-010                  |                                                                                       |                                          | 앨라배마 헌츠빌 우주 로켓 센터에 전시 중                                                 |
| CSM-011                  | AS-202에서 사용                                                                       | 1966년 8월 25일                          | 사령선은 캘리포니아주 알라메다의 박물관에 전시 중                                        |
| CSM-012                  | 아폴로 1호. 지상에서 훈련 중에 화재가 발생 비행사 3 명이 사망                         |                                          | 버지니아주 햄프턴에 저장                                                                 |
| CSM-014                  | 사령선은 분해 되어 부품의 일부가 아폴로 1호에 사용되고, 기계선은 아폴로 6 호에 사용됨 | 1968년 4월 4일                           |                                                                                          |
| CSM-017                  | 아폴로 4호                                                                            | 1967년 11월 9일                          | 사령선은 미시시피주 베이 세인트루이스 박물관에 전시 중                                   |
| CSM-020                  | 기계선은 폭발 사고로 파손되고, 사령선은 아폴로 6호에서 사용                           | 1968년 4월 4일                           | 사령선은 조지아주 애틀랜타 박물관에 전시 중                                              |
| 블록 II                  |                                                                                       |                                          |                                                                                          |
| 시리얼 번호              | 사용 목적                                                                             | 발사 날짜                                | 현재 상태                                                                                |
| CSM-098                  | 진공 상태에서 시험에 사용                                                             | 진공 상태에서 시험에 사용                | 러시아 모스크바시 박물관에 전시 중                                                       |
| CSM-099                  | 구조 시험에 사용                                                                      | 구조 시험에 사용                         | 삭제                                                                                     |
| CSM-100                  | 구조 시험에 사용                                                                      | 구조 시험에 사용                         | 불명                                                                                     |
| CSM-101                  | 아폴로 7호                                                                            | 1968년 10월 11일                         | 사령선은 텍사스주 댈러스 박물관에 전시 중                                                |
| CSM-102                  | 케이프 커내버럴 34 번 발사대 시험에 사용                                              | 케이프 커내버럴 34 번 발사대 시험에 사용 | 기계선은 로켓 공원에서 리틀 조 II와 함께 전시 중                                         |
| CSM-103                  | 아폴로 8호                                                                            | 1968년 12월 21일                         | 사령선은 일리노이주 시카고의 박물관에 전시 중                                            |
| CSM-104 'Gumdrop'        | 아폴로 9호                                                                            | 1969년 3월 3일                           | 사령선은 남가주 샌디에이고의 박물관에 전시 중                                            |
| CSM-105                  | 진동 시험에 사용                                                                      | 진동 시험에 사용                         | 사령선은 워싱턴 DC의 스미소니안 항공우주박물관에서 소유스 우주선과 함께 전시 중 ( 사진 ) |
| CSM-106 'Charlie Brown'  | 아폴로 10호                                                                           | 1969년 5월 18일                          | 사령선은 런던 과학 박물관에 전시 중                                                      |
| CSM-107 'Columbia'       | 아폴로 11호                                                                           | 1969년 7월 16일                          | 사령선은 워싱턴 D.C.의 스미스소니안 항공우주박물관에 전시 중                             |
| CSM-108 'Yankee Clipper' | 아폴로 12호                                                                           | 1969년 11월 14일                         | 사령선은 버지니아주 햄프턴 박물관에 전시 중                                              |
| CSM-109 'Odyssey'        | 아폴로 13호                                                                           | 1970년 4월 11일                          | 사령선은 캔자스주 허치슨의 박물관에 전시 중                                              |
| CSM-110 'Kitty Hawk'     | 아폴로 14호                                                                           | 1971년 1월 31일                          | 사령선은 케네디 스페이스 센터에 전시 중                                                  |
| CSM-111                  | 아폴로-소유즈 시험 계획                                                               | 1975년 7월 15일                          | 사령선은 캘리포니아주 로스앤젤레스 박물관에 전시 중                                      |
| CSM-112 'Endeavour'      | 아폴로 15호                                                                           | 1971년 7월 26일                          | 사령선은 오하이오주 데이턴 공군 박물관에 전시 중                                         |
| CSM-113 'Casper'         | 아폴로 16호                                                                           | 1972년 4월 16일                          | 사령선은 앨라배마주 헌츠빌 박물관에 전시 중                                              |
| CSM-114 'America'        | 아폴로 17호                                                                           | 1972년 12월 7일                          | 사령선은 텍사스주 휴스턴의 박물관에 전시 중                                              |
| CSM-115                  | 취소                                                                                  | 취소                                     | 미 완성품. 부품의 일부는 텍사스 휴스턴에서 존슨 우주센터에 새턴 V형 로켓와 함께 전시 중  |
| CSM-115a                 | 취소                                                                                  | 취소                                     | 미 완성품                                                                                |
| CSM-116                  | 스카이 랩 2 호                                                                        | 1973년 5월 25일                          | 사령선은 플로리다주 펜사콜라 박물관에 전시 중                                            |
| CSM-117                  | 스카이 랩 3 호                                                                        | 1973년 7월 28일                          | 사령선은 오하이오주 클리블랜드 박물관에 전시 중                                          |
| CSM-118                  | 스카이 랩 4 호                                                                        | 1973년 11월 16일                         | 사령선은 워싱턴 D.C.의 스미스소니안 항공우주박물관에 전시 중                             |
| CSM-119                  | 스카이 러브 구조 용                                                                   | 스카이 러브 구조 용                      | 케네디 우주 센터에 전시 중                                                               |

## 같이 보기
- 아폴로 계획
- 달 착륙선
- 아폴로 (과자) - 모양은 아폴로 사령선을 모티브로 하고 있다.